# Amblyops antarcticus
Amblyops antarcticus is een aasgarnalensoort uit de familie van de Mysidae. De wetenschappelijke naam van de soort is voor het eerst geldig gepubliceerd in 1955 door O.S. Tattersall.